# Så smukt!
|  | Denne artikel er oprettet af botten PalnaBot ud fra en ekstern database. Den kan derfor have sproglige fejl eller mangler. Denne skabelon kan fjernes efter kontrol af indholdet. |

Så smukt! er en kortfilm fra 1997 instrueret af Thomas Rostock efter manuskript af Thomas Rostock.

## Handling
Anne og Karina fordriver tiden med at læse ægteskabsannoncer. Hver for sig opsøges de annoncerende mænd, hvorefter pigerne mødes og underholder hinanden med, hvad de har oplevet. Anne kommer tilbage efter et møde med en herre og fortæller, hvad der er hændt. Karina lytter og efterhånden som beretningen skrider frem, bliver hun oprigtig optaget af den følsomme mand, og hun beslutter sig for at opsøge ham.